# Candlemass
Candlemass er et svensk episk doom metal-band, dannet i 1980 af bassisten Leif Edling i Stockholm, Sverige.

## Medlemmer

### Nuværende medlemmer
- Robert Lowe – Vokal
- Mats Mappe Björkman – Rytmeguitar
- Lars Johansson – Lead guitar
- Leif Edling – Bas
- Jan Lindh – Trommer

### Tidligere medlemmer
- Johan Längqvist – Vokal (Midlertidig vokalist på Epicus Doomicus Metallicus)
- Mats Ekström – Trommer (På Epicus Doomicus Metallicus)
- Thomas Vikström – Vokal (På Chapter VI)
- Björn Flodkvist – Vokal (På Dactylis/13th æraen)
- Jejo Perkovic – Trommer (På Dactylis/13th æraen)
- Mats Ståhl – Guitar (På From The 13th Sun)
- Carl Westholm – Keyboard (På Dactylis Glomerata)
- Michael Amott – Guitar (Midlertidig msuiker på Dactylis Glomerata)
- Ian Haugland – Trommer (To sange på Dactylis Glomerata)
- Klas Bergwall – Guitar (Midlertidig musiker på Epicus Doomicus Metallicus)
- Mike Wead – Guitar
- Ulf Edelund – Guitar (En sang på Dactylis Glomerata)
- Patrik Instedt – Guitar (Tre sange på Dactylis Glomerata)
- Messiah Marcolin – Vokal